# Hurricane (album)
Hurricane – album muzyczny jamajskiej piosenkarki Grace Jones wydany w 2008 roku przez Wall of Sound/PIAS Recordings.
Materiał na albumie został w większości wyprodukowany przez Ivora Guesta, a Jones współtworzyła każdą z piosenek. W nagraniach udział wzięli m.in. jamajscy muzycy Sly & Robbie i Uziah Thompson, z którymi artystka współpracowała na początku lat 80. Oryginalnie album miał nazywać się Corporate Cannibal, jednak ostatecznie tytuł zmieniono na Hurricane, a nagranie „Corporate Cannibal” zostało pierwszym singlem promującym wydawnictwo. Drugim singlem był utwór „Williams’ Blood”, a na początku 2009 roku Jones wyruszyła w tournée o nazwie The Hurricane Tour. Album otrzymał w większości przychylne recenzje.

## Lista utworów
1. „This Is” – 5:35
2. „Williams’ Blood” – 5:57
3. „Corporate Cannibal” – 5:54
4. „I’m Crying (Mother’s Tears)” – 4:31
5. „Well Well Well” – 3:51
6. „Hurricane” – 6:33
7. „Love You to Life” – 5:20
8. „Sunset Sunrise” – 5:11
9. „Devil in My Life” – 5:48

## Notowania
| Kraj                              | Najwyższa pozycja |
| --------------------------------- | ----------------- |
| Australia                         | 123               |
| Austria                           | 23                |
| Holandia (MegaCharts)             | 63                |
| Niemcy                            | 19                |
| Nowa Zelandia                     | 37                |
| Szwajcaria                        | 28                |
| Szwecja (Sverigetopplistan)       | 34                |
| Wielka Brytania (UK Albums Chart) | 42                |